# 傘兵型FAL戰鬥步槍
傘兵型FAL（ParaFAL）7.62毫米M964 A1 MD1是一款由巴西武器製造商巴西軍用器材工業集團（縮寫：IMBEL）以30多年特許生產當中得出的經驗對FN FAL、MD2和MD3輕量化的改進型戰鬥步槍，發射7.62×51毫米北约口徑步枪子彈。

## 概述
傘兵型FAL是巴西特許生產的FN FAL——M964步槍的裝有折疊槍托的版本，以符合巴西陸軍所制定的所有技術和操作要求。由於其體積得到縮小、重量亦得以輕便化，該槍非常適合裝備特種部隊和特警隊。
除了由巴西軍用器材工業集團新造以外，現有的FAL亦可由巴西軍用器材工業集團所提供的低成本的零件套件轉換為更為現代化的傘兵型FAL的規格。其中包括縮短的槍管，以及用高度耐撞的聚合物部件取代沉重的铝製部件。
由於它的折疊式槍托使得其設備運輸所需空間較小，所以傘兵型FAL漸漸地獲巴西軍警和軍隊的一部份部隊所採用。而巴西首個採用這個版本的部隊就是傘兵旅；儘管它在軍隊的正式名稱是M964A1，它在軍事環境中當卻開始被通稱為傘兵型FAL；其後，它亦被巴西特種作戰司令部、亞馬遜軍事司令部、第12輕空中機動步兵旅（戰略行動部隊）以及在潘塔納爾濕地當中行動的單位，第17邊防營。由於折疊式槍托，它在以上所有單位當中，無論是在固定翼飛機、直升機或是在亚马孙和潘塔納爾濕地的舟艇以上運輸和使用時，都變得便利。
2009年，IMBEL收到訂單，當IMBEL MD97-A2突擊步槍正在研發途中，生產傘兵型FAL以取代FAL用作制式武器。

## 資料來源
1. ↑  .   [2015-01-29]. （原始内容存档于2015-02-02）.
2. ↑  .   [2019-06-17]. （原始内容存档于2020-09-19）.